# NA-234
La NA-234 es una carretera de interés para la Comunidad Foral de Navarra, tiene una longitud de 19 km, comunica Unciti y Tiebas.

## Recorrido
| Denominación | Kilómetro | Salida | Carretera | Dirección               |
| ------------ | --------- | ------ | --------- | ----------------------- |
| NA-234       | 19        |        | NA-150    | Aoiz/Agoitz Egües/Egues |
| NA-234       | 19        |        | NA-8103   | Urroz-Villa             |
| NA-234       | 19        |        | NA-8103   | Aoiz/Agoitz             |
| NA-234       | 17        |        | NA-2345   | Idoate                  |
| NA-234       | 16        |        | NA-2344   | Lizarraga de Izagaondoa |
| NA-234       | 15        |        | NA-2400   | Artáiz Tabar            |
| NA-234       | 13        |        | NA-2343   | Najurrieta              |
| NA-234       | 13        |        | NA-2342   | Unciti                  |
| NA-234       | 13        |        | NA-2342   | Zoroquiáin              |
| NA-234       | 12        |        | NA-2342   | Zabalceta               |
| NA-234       | 11        |        | NA-2341   | Cemboráin               |
| NA-234       | 10        |        | A-21      | Noáin Pamplona          |
| NA-234       | 9         |        | A-21      | Jaca Huesca             |
| NA-234       | 8         |        | NA-5003   | Yárnoz                  |
| NA-234       | 5         |        | NA-5004   | Ezperun                 |
| NA-234       | 4         |        | NA-5004   | Guérendain              |
| NA-234       | 1         |        | NA-5021   | Tiebas                  |
| NA-234       | 0         |        | N-121     | Pamplona Madrid         |